# Яблонський Андрій Едуардович
Андрі́й Едуа́рдович Ябло́нський (нар. 10 березня 1976 року, Тернопіль) — український футбольний арбітр, футболіст, футбольний тренер.

## Кар'єра
Український футболіст 1993-1997 рік- Чемпіонат Тернопільської області.   
1993 рік - Нива-2 Тернопіль. 
1994-1995 рік - Дружба Збараж. 
1995 рік Сокіл В.Гаї. 
1996-1997-1999 рік Бровар Микулинці 
1997 рік Верес Рівне
1997-1998 Карпати Мукачево
Кар'єру арбітра почав в 1999 році, коли став обслуговувати матчі між аматорськими клубами Тернопільській області. Через 3 роки, у 2000 році, став арбітром чемпіонату України серед аматорів, а з 2002 року, вийшов на професійний рівень і став обслуговувати матчі другої ліги.
З 2007 року став арбітром першої ліги. У 2009 році отримав звання арбітра першої категорії та допущений до обслуговування матчів Прем'єр-ліги http://www.allplayers.in.ua/ua/referee/19. У 2011 році присвоєно звання арбітра Національної категорії[джерело?].
2003-2017 рік - Голова Комітету Арбітрів, член виконавчого комітету Тернопільської Обласної Федерації Футболу
З 1999 року тренер-викладач ДЮСШ з футболу міста Тернопіль. 
З 2010 року виконує обов'язки заступника директора ДЮСШ Тернопіль з навчально-тренувальної роботи. https://kdussh.te.ua/personal/yablonskyj/
2012-1018 тренер команди ДЮСШ Тернопіль U-14-18. 
2017 як тренер ДЮСШ Тернопіль став бронзовим призером Чемпіонату України серед команд Першої ліги ДЮФЛ України. 
2018 тренер команди ДЮСШ Тернопіль у Чемпіонаті України серед юніорів U-19.
2018-2019 рік головний тренер ФК "Тернопіль-ДЮСШ"
2020 ГО ФК Демянчука тренер волонтер